# کوچی چال
کوچی چال، روستایی از توابع بخش سردار جنگل شهرستان فومن در استان گیلان ایران است.

## جمعیت
این روستا در دهستان سردارجنگل قرار دارد و براساس سرشماری مرکز آمار ایران در سال ۱۳۸۵، جمعیت آن ۴۸۴ نفر (۱۳۷خانوار) بوده‌است.
شغل مردم این روستا دامداری و کشاورزی است.